# Колонија Аден
Колонија Аден (арап. مستعمرة عدن) је била британска крунска колонија која је постојала од 1937. до 1963. Територија колоније Аден се састојала од свега 194 км2 , то је био сам град и лука Аден и његова најближа околина.
Прије оснивања колоније Аден 1937 године, Аден је био дио Британске Индије (изворно Провинција Аден под управом Предсједништва Бомбаја, касније "Провинција главног комесара" (Chief Commissioner's province). Након преуређења Британске Индије 1935. (Government of India Act 1935) Колонија Аден је издвојена из састава Британске Индије, те је формирана као посебна колонија Уједињеног краљевства, 1. априла 1937 године.
Од 18. јануара 1963, колонија је преуређена у Државу Аден (арап. دولةعدن), која је ушла у састав новоосноване британске вазалне државе Федерације Јужне Арабије. Та Федерација није дуго трајала, убрзо је настала Демократска Народна Република Јемен 30. новембра 1967, тај датум значио је дефинитивни крај Колоније Аден и британске улоге у њој.
Насупрот колоније Аден, постојала је и друга творевина под именом Протекторат Аден који је обухватао и територије у унутрашњости,а чије управно сједиште се налазило у граду Адену.

## Историја
Султан Мухсин бин Фадл из оближњег Султаната Лахиџ уступио је 1838, Британији посед од 194 км2 заједно с луком Аден. Британска источноиндијска компанија успјела је испословати да се 19. јануара 1839. пошаљу јединице британских маринаца (Royal Marines) у Аден да заузму територију и спријече даљње пиратске нападе против британских бродова који су пловили за Индију.
Од 1937, Аден се одвојио од Британске Индије и постао засебна колонија са својим посебним законодавством која је егзистирала од 1937. до 1963. године.
Пред крај свог постојања Колонија Аден била је поприште великих немира и герилских борби за ослобођење.

## Управа
Колонија Аден била је од изузетног интереса за Британско Царство које је пуно улагало у њу, зато се пуно брже развијала од свог непосредног залеђа, које је у културном и економском погледу заостајало стољећима иза ње. Устав ове крунске колоније био је Пословник Савјета од 28. септембра 1936. који је у основи слиједио уобичајене законске смјернице за британске колоније.
Аден је био познат по томе да се у њему нису спроводили шеријатски закони, то је пак изазивало незадовољство код месног арапског становништва.
У Колонији Аден дјеловала су три тијела управе: Општина Аден, која је покривала градске четврти: Тавали, Ма'ала и Кратер, Општинско Вијеће шеика Отмана и Мали Аден који је основан посљедњи као засебно тијело за територију новоизграђене рафинерије и радничког насеља уз њу. Сва три тијела била су под ингеренцијом Извршног вијећа Колоније којем је на челу био гувернер колоније. Правосуђе је такођер било потпуно у британским рукама. У поређењу с другим британским колонијама, ступањ локалне самоуправе и судјеловања месног становништва био је готово занемарив.
Образовање у колонији је обухваћало сву дјецу (дјечаке и дјевојчице) до нижег средњошколског ступња. Високо образовање је омогућено само онима који би прошли селекцију и добили стипендије за студије у иностранству. Основно и средњошколско образовање нижег ступња је извођено на арапском, а средње школе вишег ступња и приватне школе одржавале су наставу поред арапског и на енглеском, хиндију писаним арапским писмом , хебрејском и гуџаратију.

## Галерија
- Улица Адена током 1930-их.
- Лука Аден током 1940-их
- Британска карта Адена из 1922.
- Село Шеик Отман 1935. године.
- Штаб британске војске у Адену 1935.
- Прослава стогодишњице освајања Адена.
- Маркица из 1951.
- Застава Државе Аден од 1963.